# Per Jensen
Per Alex Jensen (Copenaghen, 10 dicembre 1930 – 14 dicembre 2009) è stato un calciatore danese, di ruolo attaccante.

## Carriera

### Club
Ha trascorso la maggior parte della propria carriera nelle file del KB, con due parentesi in Francia con il Saint-Etienne nella stagione 1953-1954 e in Italia con la Triestina, dove totalizzò 14 presenze e 3 reti nella Serie A 1954-1955), mettendosi in luce essenzialmente per aver realizzato una doppietta nella vittoria esterna sulla Juventus del 10 ottobre 1954). Il suo ingaggio fu criticato dal Corriere dello Sport perché la Triestina continuava "a tesserare tutti i giocatori stranieri" che voleva, dandole così un vantaggio rispetto alle altre squadre.

### Nazionale
Ha collezionato 2 presenze e 2 reti nella Nazionale maggiore danese.

## Palmarès

### Club
- Campionato danese: 3

KB: 1948-1949, 1949-1950, 1952-1953
- 1. Division: 1

KB: 1951-1952

### Individuale
- Capocannoniere del campionato danese: 1

1959 (20 reti)